# Distretto di Caué
Il distretto di Caué è un distretto di São Tomé e Príncipe situato sull'isola di São Tomé.
Al distretto appartiene anche la piccola Ilheu das Rolas, a soli 2 km a sud dell'isola di São Tomé, collocata esattamente sull'Equatore. L'Ilheu das Rolas è l'unica isola abitata (circa 200 persone) oltre alle 2 isole maggiori dell'arcipelago.

## Società

### Evoluzione demografica
- 1940 6.675 (11,0% della popolazione nazionale)
- 1950 6.942 (11,6% della popolazione nazionale)
- 1960 5.874 (9,1% della popolazione nazionale)
- 1970 3.757 (5,1% della popolazione nazionale)
- 1981 4.607 (4,8% della popolazione nazionale)
- 1991 5.322 (4,5% della popolazione nazionale)
- 2001 5.501 (4,0% della popolazione nazionale)